# Ectocyclops polyspinosus
Ectocyclops polyspinosus är en kräftdjursart som beskrevs av Hiroshi Harada 1931. Ectocyclops polyspinosus ingår i släktet Ectocyclops och familjen Cyclopidae. Inga underarter finns listade i Catalogue of Life.